# Čatrnja (Krnjak)
Čatrnja is een plaats in de gemeente Krnjak in de Kroatische provincie Karlovac. De plaats telt 107 inwoners (2001).